# Rodovia transversal
Rodovia transversal é a denominação recebida pelas rodovias federais brasileiras que cruzam o país no direção leste-oeste. A quilometragem dessas rodovias é sempre medida nesse sentido.

## Identificação
- Nomenclatura: BR-2XX
- Primeiro algarismo: 2 (dois)
- Algarismos restantes: a numeração varia de 00 a 50 no trecho que vai do extremo norte do país até Brasília, e de 50 a 99 entre a capital e o extremo sul.

## Lista de rodovias transversais

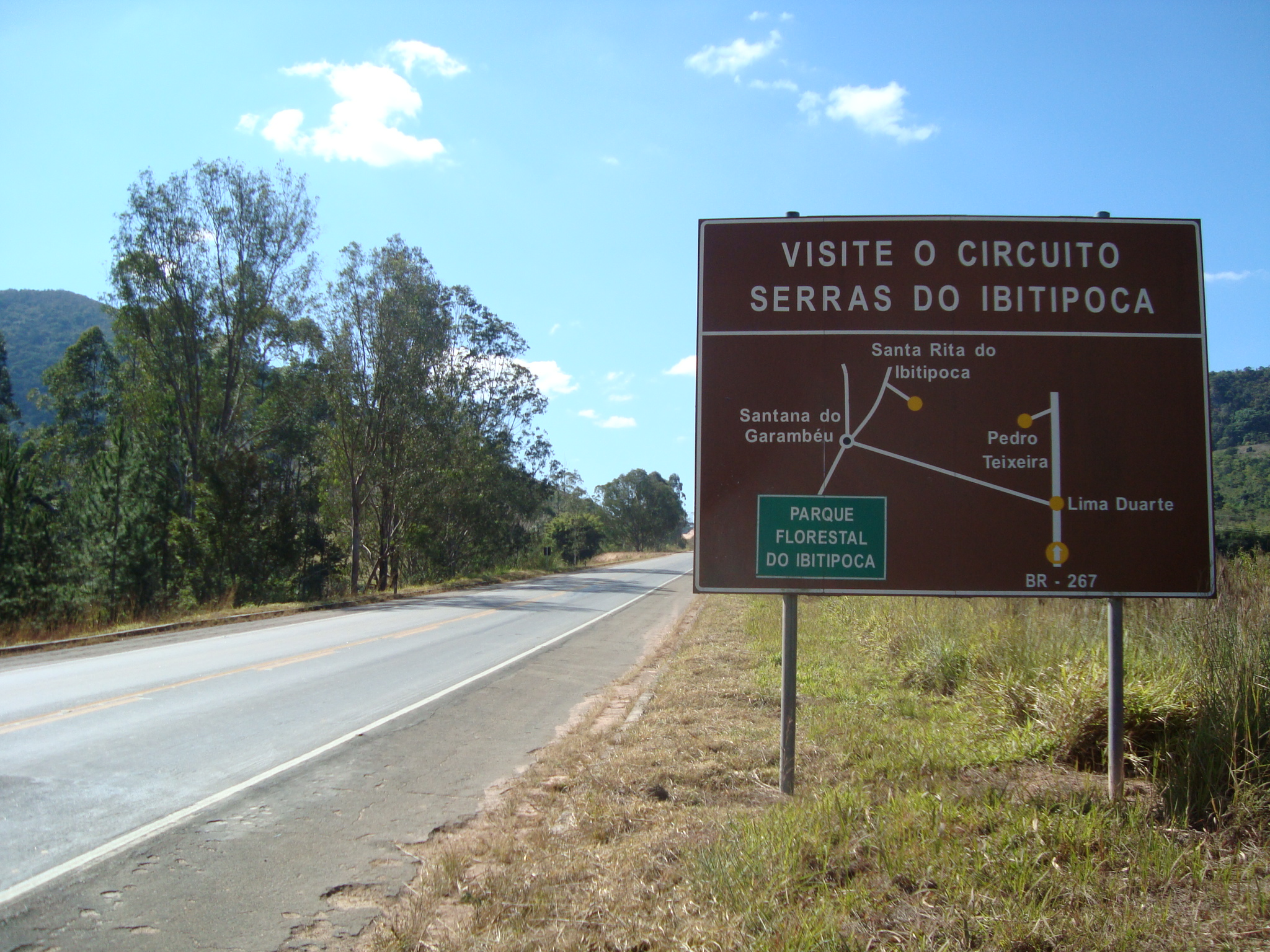
BR-267 em Minas Gerais

- BR-210
- BR-222
- BR-226
- BR-230
- BR-232
- BR-235
- BR-242
- BR-251
- BR-259
- BR-262
- BR-265
- BR-267
- BR-272
- BR-277
- BR-280
- BR-282
- BR-283
- BR-285
- BR-290
- BR-293